# Seleção Albanesa de Futebol Sub-19
A Seleção Albanesa de Futebol Sub-19 é a equipe Sub-19, que representa a Albânia em competições internacionais, e é controlada pela Associação de Futebol da Albânia.

## Elenco Atual
| Camisa | Nome            | Posição    | Idade | J Sel | Clube atual        |
| ------ | --------------- | ---------- | ----- | ----- | ------------------ |
|        | Fabiol Rexhepi  | Goleiro    | 18    | 4     | Vllaznia Shkodër   |
|        | Denis Andoniu   | Goleiro    | 18    | 0     | Lushnja            |
|        | Renald Shehu    | Zagueiro   | 17    | 4     | Modena             |
|        | Rustem Hoxha    | Zagueiro   | 19    | 4     | Teuta Durrës       |
|        | Alvaro Bishaj   | Zagueiro   | 18    | 2     | Flamurtari         |
|        | Ledion Ruço     | Zagueiro   | 18    | 4     | Lushnja            |
|        | Xhulio Pulaj    | Zagueiro   | 18    | 3     | Tritium            |
|        | Andi Corri      | Zagueiro   | 19    | 1     | Grosseto           |
|        | Erti Koni       | Zagueiro   | 19    | 7     | Olimpik Tirana     |
|        | Erbi Myftaraj   | Meio Campo | 18    | 3     | Olimpik Tirana     |
|        | Gentian Manuka  | Meio Campo | 18    | 4     | Shkëndija Tirana   |
|        | Gerald Tusha    | Meio Campo | 19    | 5     | Olimpik Tirana     |
|        | Edon Hasani     | Meio Campo | 18    | 4     | Vllaznia Shkodër   |
|        | Armando Vajushi | Meio Campo | 18    | 4     | Vllaznia Shkodër   |
|        | Ledian Muça     | Meio Campo | 17    | 1     | Bylis Ballsh       |
|        | Vasil Shkurtaj  | Atacante   | 19    | 1     | Lazio              |
| 9      | Bekim Balaj     | Atacante   | 19    | 7     | Vllaznia Shkodër   |
|        | Guido Tepshi    | Atacante   | 19    | 6     | Bohemians 1905     |
|        | Euklid Beqiri   | Atacante   | 18    | 1     | Apollon Kalamarias |
|        | Armando Sadiku  | Atacante   | 19    | 1     | Gramozi Ersekë     |